# Анакер, Генрих
Ге́нрих А́накер (нем. Heinrich Anacker; 29 января 1901, Букс, Аргау, Швейцария — 14 января 1971, Вассербург, Бодензее) — немецкий писатель и поэт швейцарского происхождения, получивший известность своей поэзией, прославлявшей нацизм и военные действия Германии и широко распространявшейся нацистской пропагандой.

## Биография

### Ранняя биография
Родился в семье владельца литографической фабрики родом из Тюрингии; мать его была родом из немецкоязычных швейцарцев. Учился в гимназии. В 1921 году опубликован его первый сборник стихов «Звени, песенка весны!» (Klinge kleines Frühlingslied). Благодаря коммерческому успеху этой книги, с того же года занялся писательским ремеслом.
Позднее Анакер изучал литературоведение в Цюрихе и Вене, был членом культурного движения «Вандерфогель» («Перелётная птица»).

### Нацистская деятельность
В 1922 году завязал первые контакты с нацистским движением. С 1924 года — член НСДАП и СА. В 1928 году поселился в Германии.
Был лично знаком с рядом ведущих нацистов; ему лично покровительствовал Юлиус Штрайхер. В Германии Анакер получил ряд нацистских наград, в частности, в 1934 г. — Премию Дитриха Экарта за хоровое произведение «СА зовёт народ» (SA ruft ins Volk), в 1936 году — Премию искусства НСДАП за своё творчество в целом, а в 1939 году. — Почётное кольцо фронтовых поэтов от Нацистского фонда страхования жертв войны.
В 1939 году Анакер по собственному желанию отказался от швейцарского гражданства. Во время Второй мировой войны он служил военным корреспондентом в частях пропаганды (ранее, был санитаром).
В 1945 году оказался в американской оккупационной зоне и был помещён в лагерь для военнопленных в Ансбахе. В процессе денацификации был признан совершившим малозначительные нарушения (нем. minderbelastet) и приговорён к 60 дням исправительных работ и штрафу в 500 марок.
В зоне советской оккупации книги Анакера были под запретом.
Наследство, которое он получил от отца, позволило ему провести остаток жизни в городах Залах и Вассербург на Бодензе, где он продолжал заниматься литературной деятельностью.

## Литературная деятельность

### Краткое описание
Анакер заслужил репутацию одного из ведущих поэтов нацистского режима; более того, он считался первым, кто сочинил стихи о нацистском движении. Его пропагандистские стихи часто публиковала газета Völkischer Beobachter, а позднее они выходили в сборниках большими тиражами. Он был автором многих маршевых песен, популярных в Гитлерюгенде и других официальных организациях Третьего рейха. Большой популярностью пользовалась его романтическая песня «Антье, моя белокурая малышка» (Antje, mein blondes Kind). Также известностью пользовались, в частности, песни «Наша коричневая боевая форма» (Braun ist unser Kampfgewand, песня СА), «Час Англии пробил» (Englands Stunde hat geschlagen), «Факел идёт из рук в руки» (Die Fackel geht von Hand zu Hand), «Слышите, бьёт барабан?» (Hört ihr die Trommel schlagen?, песня Гитлерюгенда), «Мы солдаты нового фронта» (Wir sind die Soldaten der neuen Front), «Фюрер, прикажи — мы последуем за тобой» (Führer befiehl, wir folgen dir, написана в честь нападения на СССР), «Мы пробирались через русскую пыль и грязь» (Wir sind durch Russlands Staub und Schlamm gefahren).

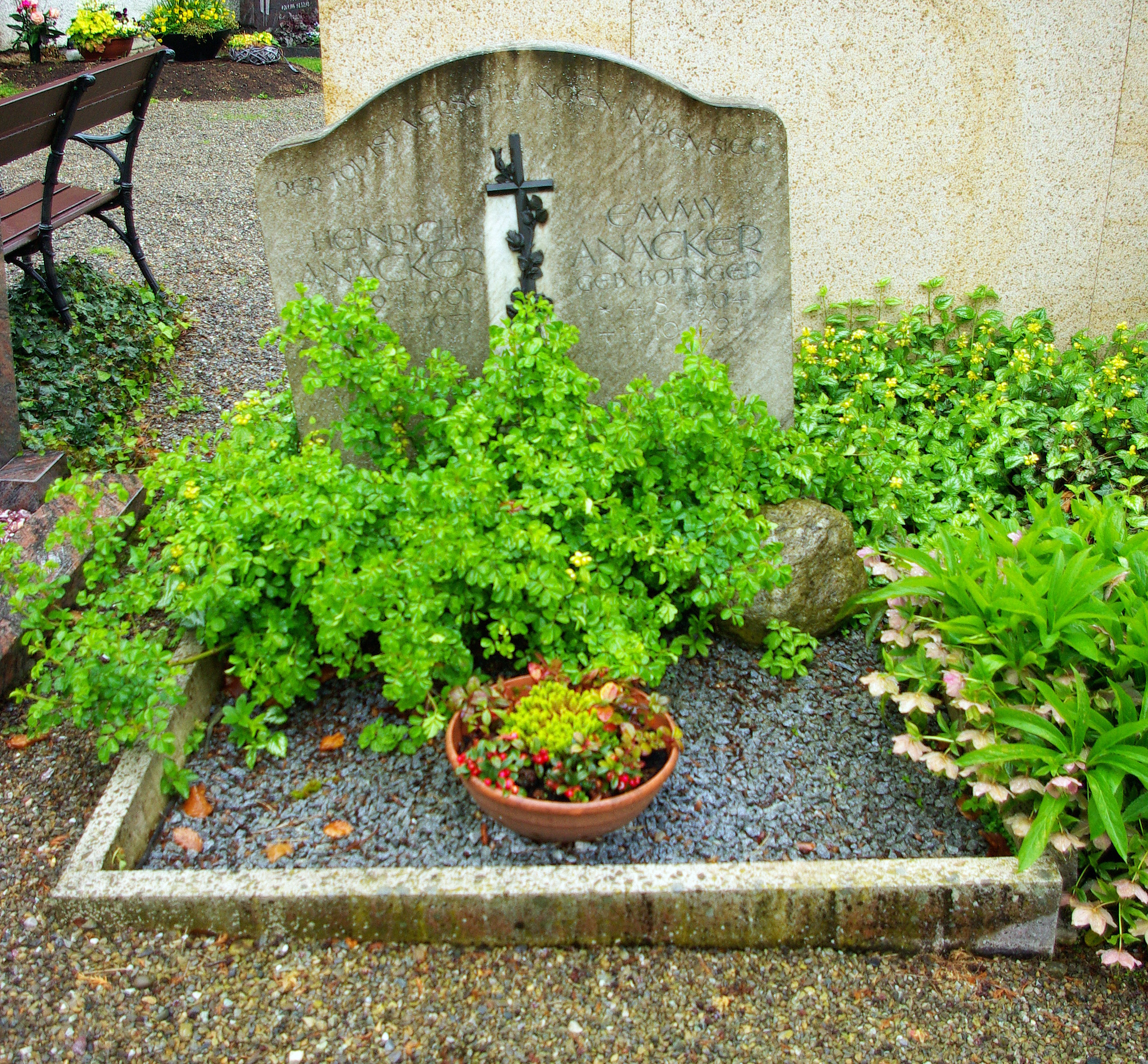
Могила

### Прижизненные издания (неполный список)
- Klinge kleines Frühlingslied 1921
- Auf Wanderwegen 1923
- Sonne 1925
- Ebbe und Flut 1927
- Bunter Reigen. Neue Gedichte 1931
- Die Trommel. SA-Gedichte 1932
- Die Fanfare. Gedichte der deutschen Erhebung 1933
- Einkehr. Neue Gedichte 1934
- Singe, mein Volk! 37 Lieder von Heinrich Anacker vertont von Erich Wintermeier 1935
- Der Aufbau. Gedichte 1936
- Lieder aus Stille und Stürmen. Erinnerungen an Rügen 1938
- Ein Volk — ein Reich — ein Führer. Gedichte um Österreichs Heimkehr 1938
- Wir wachsen in das Reich hinein. Gedichte 1938
- Bereitschaft und Aufbruch. Gedichte aus dem Kriegswinter 1940. 1940
- Heimat und Front. Gedichte aus dem Herbst 1939. 1940
- Über die Maas, über Schelde und Rhein! Gedichte vom Feldzug im Westen 1940
- Die Fanfare. Gedichte der deutschen Erhebung 1943
- Glück auf, es geht gen Morgen! Gedichte 1943
- Marsch durch den Osten. Gedichte 1943
- Goldener Herbst. Sonette 1951
- Von Beilen, Barten und Häckchen. Ein Beitrag zur Kulturgeschichte des sächsischen Erzbergbaus Berlin 1960